# Stöð 2
Sýn (antes Stöð 2) es un canal de televisión privado de Islandia, perteneciente a Sýn. Su programación se basa en noticias, programas de entretenimiento y series.

## Historia
Inició emisiones como Stöð 2 el 9 de octubre de 1986 como un canal de suscripción con una programación codificada donde el suscriptor debía comprar un número de código e ingresar un código de video para decodificar la transmisión. Esto provocó la ruptura del monopolio que hasta entonces tenía la cadena pública RÚV. 
La programación se componía de entretenimiento importado, entretenimiento islandés dramatizado y noticias. Al principio, fue difícil conseguir inversores para participar en la actividad. A principios de 1987, contaba con unos 5.000 suscriptores, pero a finales de año había casi 30.000. Al mismo tiempo, el número de empleados aumentó y la estación comenzó a competir con RÚV por programadores y reporteros.
En 1999, la cadena de televisión deportiva Sýn, la Compañía Islandesa de Radiodifusión y Sena se fusionaron para formar el conglomerado mediático Norðurljós. Ese mismo año, la compañía fundó el medio de comunicación en línea Vísir.is. La cadena de televisión Popptíví también emitía en ese momento, propiedad de Norðurljós.
En 2005 , Norðurljós cambió a 365 media después de que la compañía comprara Fréttablaðið a Frétt ehf ., con lo que las noticias del periódico se publicaron en Vísir.is. De 2005 a 2006 , 365 media operó la estación de noticias NFS , que mostraba noticias las 24 horas. En 2006 , el conglomerado de medios se trasladó a Skaftahlíð 24. Muchas estaciones hermanas operaban bajo la misma compañía, pero en 2008 se fusionaron bajo el nombre de Stöðvar 2, por lo que la estación deportiva Sýn se convirtió en Stöð 2 Sport . Sirkus se convirtió en Stöð 2 Extra y Fjölvarpið en Stöð 2 Fjölvarp; por otro lado, Stöð 2 Bíó mantuvo su nombre. En 2013 , Stöð 2 Extra dejó de emitir y el mismo año , Stöð 2 Krakkar y el nuevo Stöð 3 comenzaron a emitir. En 2014 , 365 medios compraron las emisoras de televisión Bravó y Mikligarður . Mikligarður se cerró inmediatamente después de Bravó en 2016. En 2016, Stöð 2 fundó el servicio de transmisión Stöð 2 Maraþon Now , para contenido antiguo, nuevo y extranjero de Stöðvar tövð. El nombre se redujo a Stöð 2 Maraþon en 2018.
En 2016 , 365 media se fusionó con Vodafone. Posteriormente, Sýn adquirió la mayoría de las acciones de 365 media en 2018, pasando a ser propietaria de Stöð 2, junto con otras empresas. En ese momento, se decidió que Fréttablaðið se separaría de Sýn, por lo que Fréttablaðið volvió a ser una empresa privada con förðaðblaðið.is y pasó a formar parte de Vísir. 
En 2020 , Stöð 2 Krakkar y Stöð 3 se fusionaron para convertirse en Stöð 2 Fjölskylda . Stöð 2 Golf , que comenzó a emitir en 2010 , dejó de emitir en 2022 y Stöð 2 Bíó se unió a Stöð 2 Fjölskylda en 2023. El canal de deportes electrónicos Stöð 2 eSport cerró sus emisiones en 2024 después de cuatro años y Stöð 2 Fjölskylda dejó de emitir en 2025.
En junio de 2025, tras las dificultades operativas de Sýn y la caída del precio de sus acciones, se decidió descontinuar el nombre Stöð 2 y utilizar en su lugar el nombre Sýn para los activos de la compañía. En agosto de 2025 , la emisora pasó a emitir de forma gratuita y dejó de ser una emisora de suscripción, por primera vez desde su fundación en 1986.

## Programación
Sýn era un canal que, hasta 2025, emitía parte de su programación cifrada, de forma que solo se podía ver pagando una cuota mensual. Esta fórmula era similar a la seguida por Canal+ en Francia y España (1990-2005), ascendiendo a un total de 6.590 kr mensuales (cerca de 40 euros) en el paquete básico. También se podían contratarse otros canales adicionales por separado, aunque de televisión digital y aumentaban el precio sensiblemente.
La cadena se financia mediante la publicidad comercial y los patrocinios. Entre los programas que se encuentran están los informativos y determinados programas de producción propia como las versiones islandesas de Pop Idol y ¿Quién quiere ser millonario? A diferencia de la televisión pública, Sýn emite las 24 horas.
La mayor parte de series y entretenimiento internacional son provenientes en su mayoría de Estados Unidos.

## Imagen corporativa

2004 - 2025
Desde 2025